# Gastón Mazzacane
Gastón Mazzacane (La Plata, 8 de maig de 1975) fou un pilot de curses automobilístiques argentí que va arribar a disputar curses de Fórmula 1.

## A la F1
Mazzacane va debutar a la primera cursa de la temporada 2000 (la 51a temporada de la història) del campionat del món de la Fórmula 1, disputant el 12 de març del 2000 el G.P. d'Austràlia al circuit de Melbourne.
Va participar en un total de vint-i-una curses puntuables pel campionat de la F1 disputades en dues temporades consecutives (2000 - 2001) aconseguint una vuitena posició com millor classificació en una cursa, i no assolí cap punt vàlid pel campionat del món de pilots.

## Resultats a la Fórmula 1
| Any  | Equip                        | Xassís  | Motor     | 1       | 2       | 3      | 4       | 5      | 6     | 7       | 8      | 9       | 10     | 11     | 12      | 13     | 14     | 15      | 16     | 17     | Posició | Punts |
| ---- | ---------------------------- | ------- | --------- | ------- | ------- | ------ | ------- | ------ | ----- | ------- | ------ | ------- | ------ | ------ | ------- | ------ | ------ | ------- | ------ | ------ | ------- | ----- |
| 2000 | Telefonica Minardi Fondmetal | Minardi | Fondmetal | AUS Ret | BRA 10  | SMR 13 | GBR 15  | ESP 15 | EUR 8 | MON Ret | CAN 12 | FRA Ret | AUT 12 | ALE 11 | HUN Ret | BEL 17 | ITA 10 | USA Ret | JAP 15 | MAL 13 | -       | 0     |
| 2001 | Prost Acer                   | Prost   | Acer      | AUS Ret | MAL Ret | BRA 12 | SMR Ret | ESP    | AUT   | MON     | CAN    | EUR     | FRA    | GBR    | ALE     | HUN    | BEL    | ITA     | USA    | JAP    | -       | 0     |

### Resum
| Curses: | Victòries: | Pòdiums: | Poles: | Voltes ràpides: | Punts: |
| ------- | ---------- | -------- | ------ | --------------- | ------ |
| 21 (21) | 0          | 0        | 0      | 0               | 3      |